# Grande Prêmio do Brasil de Motovelocidade
O Grand Prix Brasil de motociclismo foi um evento de motociclismo que fez parte do Grand Prix de MotoGP nas temporadas de 1987-1989 (Goiânia) e de 1992 (São Paulo).
O Grande Prêmio do Brasil de MotoGP voltaria em 2014 com uma corrida no Autódromo Internacional Nelson Piquet, Brasília, mas a corrida foi subsequentemente removida do calendário.

## Vencedores dos Grands Prix no Brasil

### Vencedores (os pilotos)
| nº de Vitórias | Piloto           | Vitórias  | Vitórias        |
| nº de Vitórias | Piloto           | Categoria | anos que ganhou |
| -------------- | ---------------- | --------- | --------------- |
| 2              | Dominique Sarron | 250 cc    | 1987, 1988      |
| 2              | Luca Cadalora    | 250 cc    | 1989, 1992      |

### vencedores (fabricantes)
| nº de vitórias | Fabricante | Vitórias  | Vitórias         |
| nº de vitórias | Fabricante | Categoria | Anos que ganhou  |
| -------------- | ---------- | --------- | ---------------- |
| 5              | Honda      | 500 cc    | 1987             |
| 5              | Honda      | 250 cc    | 1987, 1988, 1992 |
| 5              | Honda      | 125 cc    | 1992             |
| 3              | Yamaha     | 500 cc    | 1988, 1992       |
| 3              | Yamaha     | 250 cc    | 1989             |

### Histórico
| Ano  | Autódromo  | 125 cc       | 125 cc     | 250 cc           | 250 cc      | 500 cc         | 500 cc      | Relatório |
| Ano  | Autódromo  | Piloto       | Fabricante | Piloto           | Fabricantes | Piloto         | Fabricantes | Relatório |
| ---- | ---------- | ------------ | ---------- | ---------------- | ----------- | -------------- | ----------- | --------- |
| 1992 | Interlagos | Dirk Raudies | Honda      | Luca Cadalora    | Honda       | Wayne Rainey   | Yamaha      | Relatório |
| 1989 | Goiânia    |              |            | Luca Cadalora    | Yamaha      | Kevin Schwantz | Suzuki      | Relatório |
| 1988 | Goiânia    |              |            | Dominique Sarron | Honda       | Eddie Lawson   | Yamaha      | Relatório |
| 1987 | Goiânia    |              |            | Dominique Sarron | Honda       | Wayne Gardner  | Honda       | Relatório |

## Referencias
1. ↑  Brazil GP dropped from 2014 MotoGP calendar